# Wimmer-Ross

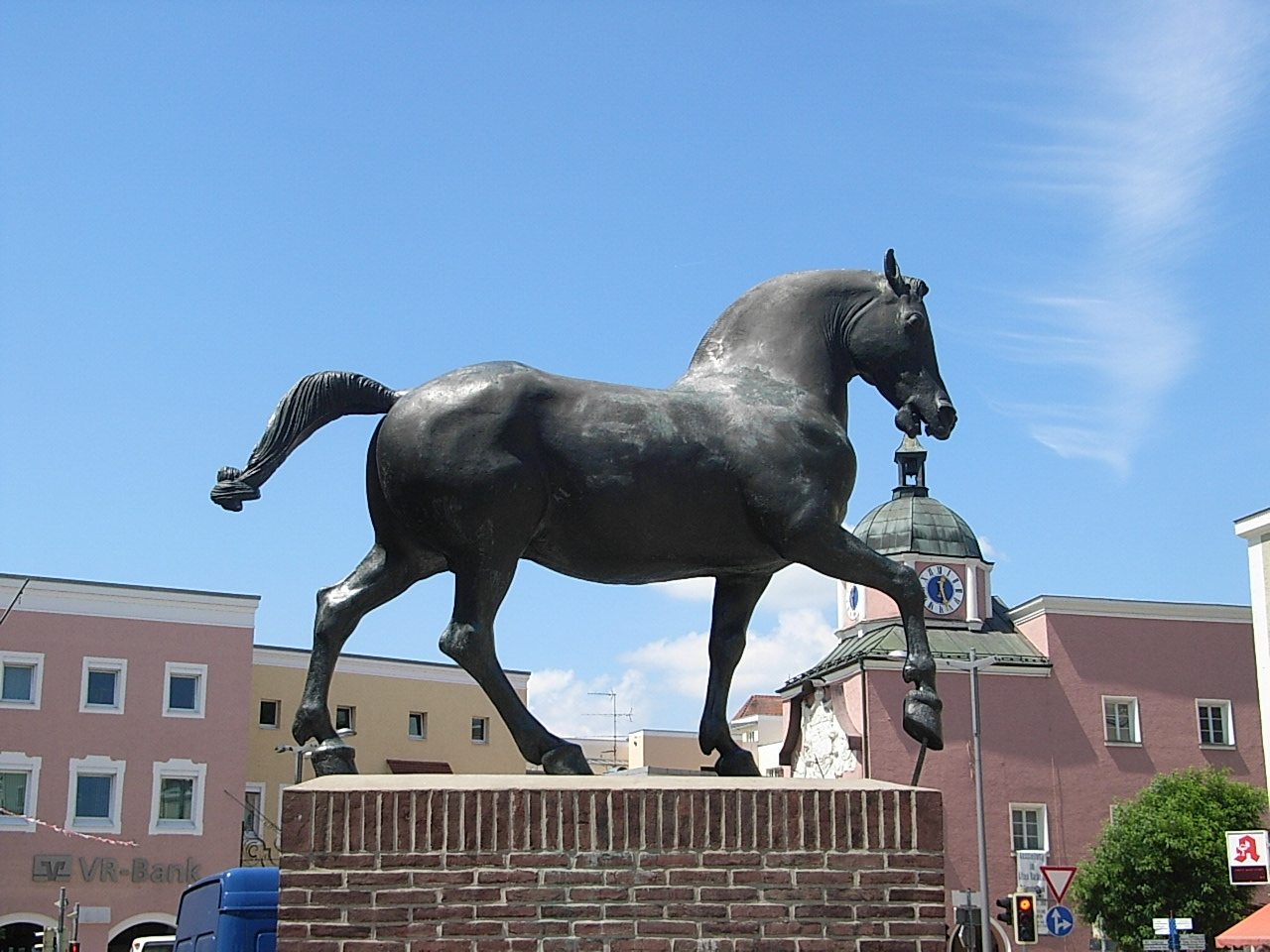
Das Wimmer-Ross

Das Wimmer-Ross ist neben der Wallfahrtskirche Gartlberg das zweite Wahrzeichen von Pfarrkirchen im Rottal. Die Skulptur steht unter Denkmalschutz.
Die lebensgroße Bronzestatue zeigt ein Exemplar einer bis in das 19. Jahrhundert hinein gezüchteten Pferderasse, dem Rottaler. Sie ist am linken Hinterhuf mit der Jahreszahl 1942 datiert.
Erst am 4. Juni 1966 wurde dieses Andenken an die große Zeit der Rottaler Pferdezüchter auf einem Fundament aus Backstein aufgestellt. Die Rösser genossen im ganzen Land einen guten Ruf. Der Name Wimmer-Ross, unter dem diese Figur in Pfarrkirchen und Umland bekannt ist, geht auf ihren Schöpfer zurück. Hans Wimmer war ein weit über das Rottal hinaus bekannter Bildhauer, der 1965 die Statue seiner Geburtsstadt Pfarrkirchen schenkte. Die Materialkosten wurden aus Spenden der Stadt, des Landkreises und der Bevölkerung aufgebracht. Die Initiative ging vom Künstler und dem damaligen Landrates des Landkreises Pfarrkirchen Oswald, um Gelder für das Fundament und die backsteinerne Verblendung zu sammeln, bzw. Zuschüsse vom Freistaat und des Landkreises zu erhalten. Hans Wimmer stellte die Plastik dafür unentgeltlich zur Verfügung. Der Hengst zeigt in naturalistischer Formung eine auf den ersten Blick untypische Gangart. Unter dem Gesichtspunkt, dass der Hengst mit dem rechten Vorderhuf auf ein Schild steigen möchte, stimmen Lauf und Hufhaltung wieder zusammen – eine Momentaufnahme weniger zehntel Sekunden, die für den weniger geübten Pferdekenner häufig verwirrend ist.